# Impresario teatrale
Un impresario teatrale è una persona fisica o giuridica che organizza e finanzia intrattenimenti dal vivo quali per esempio concerti musicali di qualsiasi genere, rappresentazioni teatrali, opere liriche o balletti.

## Storia
La figura dell'impresario teatrale può farsi risalire al teatro viaggiante del carro di Tespi (VI secolo a.C.) che portava i propri spettacoli in giro per le piazze greche.
Da allora lo spettacolo e l'intrattenimento hanno assunto un'importanza sempre maggiore e quindi si è andata affermando, sempre di più, la figura dell'organizzatore di manifestazioni per assistere alle quali era richiesto il pagamento di un biglietto.
Successivamente l'impresario si è occupato di organizzare anche manifestazioni di altro genere come gare sportive, spettacoli circensi ed ogni altra forma di manifestazione rivolta allo svago e all'intrattenimento.
Venendo ai nostri giorni, Jacques-Yves Cousteau diceva di se stesso di essere un impresario della scienza in qualità di esploratore e documentarista che operava per acquisire informazioni scientifiche sulla vita sotto i mari.

## Impresari di rilievo
- Domenico Barbaja
- Rudolf Bing
- Sergej Djagilev
- Richard D'Oyly Carte
- Fortune Gallo
- Eugène Bertrand
- Sol Hurok
- Bartolomeo Merelli
- Robert Newman
- Vincenzo Torelli
- Antonio Vivaldi
- David Zard
- Giovanni Zenatello
- Florenz Ziegfeld